# 库拉索奴隶起义
库拉索奴隶起义（Curaçao Slave Revolt of 1795）是1795年发生在荷兰殖民地库拉索的奴隶起义，由被奴役的男子图拉（Tula）领导，导致逃亡者和荷兰殖民政府在岛上发生了长达一个月的冲突。图拉意识到海地革命为海地的奴隶带来了自由。他认为，由于欧洲的荷兰现在作为姐妹共和国（république sœur）被法国占领，库拉索岛的奴隶也应该获得自由。